# Jaromír Löffler

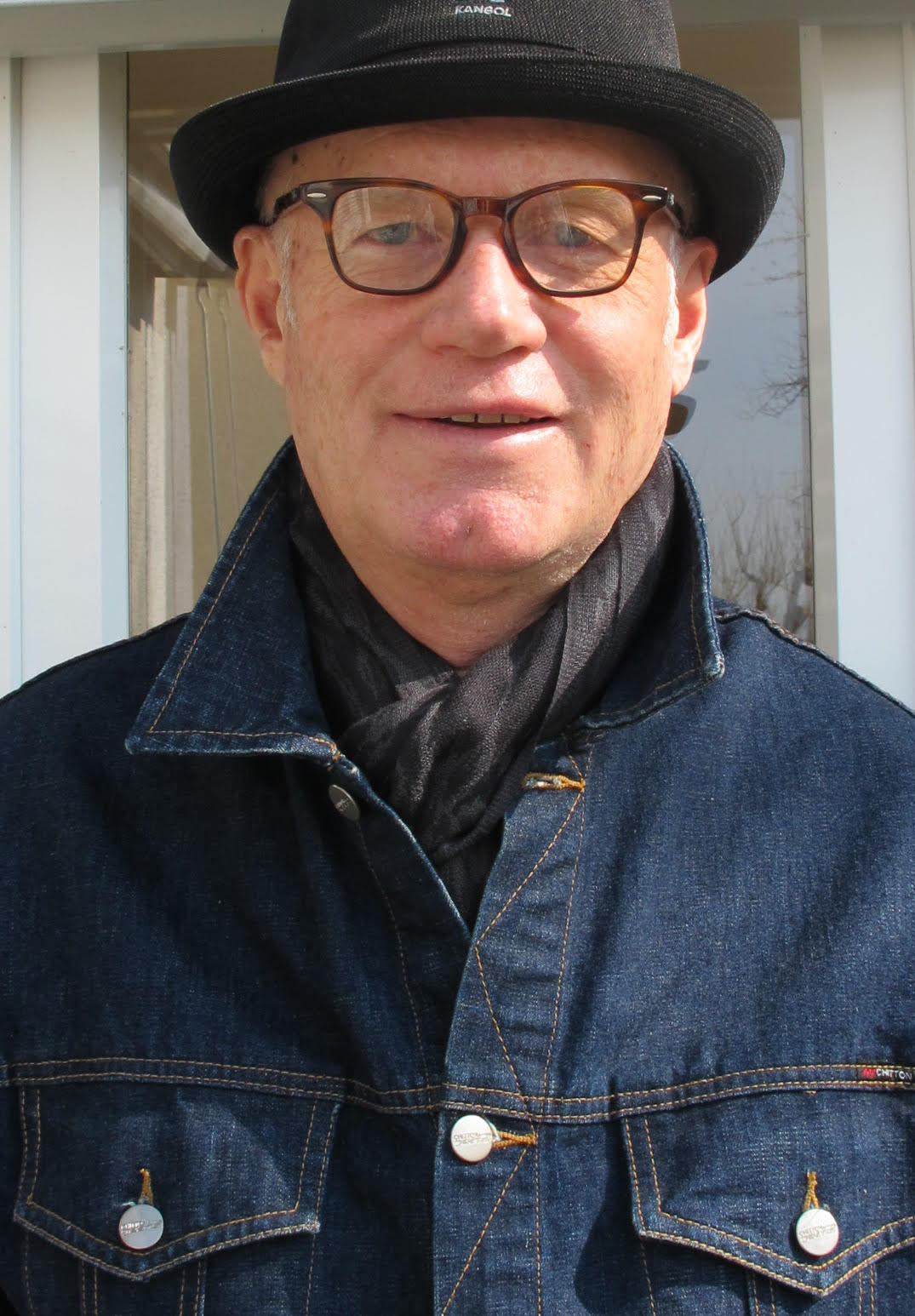
Jaromír Löffler

Jaromír Löffler (* 20. März 1948 in Olomouc) ist ein tschechischer Sänger, Komponist und Musikproduzent.

## Biografie
Jaromir Löffler wurde durch sein Elternhaus stark musikalisch geprägt. Sein Vater spielte Gitarre und Geige, seine Mutter Klavier. Als Mitte der 1960er Jahre die Welle vom angloamerikanischen Pop und Rhythm and Blues auch nach Tschechien gelang, hat er am Gymnasium in Olomouc seine ersten musikalischen Bigbeat-Projekte initiiert und mit der Gruppe Refugees die ersten öffentlichen Auftritte absolviert. Bald folgte der Wechsel zur Gruppe The Bluesmen, wo er sich nicht nur als Vocalist, sondern auch als Texter und Songwriter profilierte.
Ab 1966 konzentrierte er sich vor allem auf Blues und Soulmusik (B. B. King, Otis Redding, Wilson Pickett, James Brown usw.) und wurde von der Formation Flamingo in Ostrava zur Zusammenarbeit eingeladen. Zusammen mit dem Bandleader Richard Kovalčík, dessen Musikern und der Sängerin Marie Rottrová begründete er den tschechischen (Ostrava) Soul-Sound der späten 1960er Jahre.
Die Mitglieder der Formation Flamingo waren auch Mitglieder des Rundfunk Orchesters Ostrava (ORO), woraus sich die Möglichkeit ergab, eigene Songs und Covers aufzunehmen und diese auch im Radio zu senden. In den Jahren 1967 und 1968 nahmen sie zahlreiche Eigenkompositionen auf, darunter auch solche mit Texten des Schriftstellers Vladimír Čort, sowie eine Reihe von Cover-Versionen internationaler Soul-Hits.
Seine musikalische Karriere endete mit dem Einmarsch der Warschauer-Pakt-Truppen in die Tschechoslowakei am 21. August 1968 zur Zerschlagung des Prager Frühlings. Jaromir Löffler emigrierte in die Schweiz, was zum Verbot seiner Titel in der Tschechoslowakei führte, einschließlich des Lieds „Ikony“, das auf einer Gedenkmusikplatte für Jan Palach erschienen war.
In der Schweiz studierte er an der Universität Zürich, wo er an der philosophischen Fakultät mit einer Dissertation zum Thema „Interviews in den Printmedien“ promovierte und doktorierte. In den folgenden Jahren war er in leitenden Positionen in Verlagen und Marketingmedien tätig. Obwohl er in dieser Zeit nur sporadisch live auftreten konnte, schrieb er in seiner Freizeit weiterhin Texte und komponierte Musik, die er in seinem Studio produzierte.

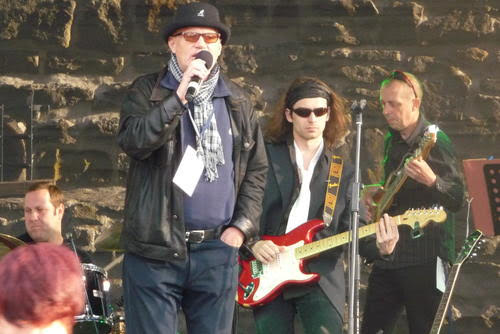
Auftritt mit Boris Band Combination

Nach der Samtenen Revolution 1989 war wieder neues musikalisches Wirken in der alten Heimat möglich. Er realisierte mit Jiří Urbanek im Studio des Radios Ostrava einige neue Aufnahmen, darunter auch von eigenen Kompositionen. Seit der Jahrtausendwende hat er Dutzende neuer Songs komponiert und begann wieder öffentlich aufzutreten, hauptsächlich mit The Bluesmen aus Olomouc, oder mit Boris Band Combination und mit Marie Rottrova.
Mit The Bluesmen entstand 2015 das Album „Mixed double“. Im Jahre 2016 hat er mit dem Jazzmusiker Emil Viklický im Studio Svárov das Album „1001 Nights“ aufgenommen und 2018 erschien bei Supraphonline sein Album „Best of Jaromir Löffler“.
Zu seinem musikalischen Umfeld zählt heute auch die Formation seines Sohnes Timothy Jaromir (Goldschatz), die Unterstützung seiner Tochter Frances als lyrische Co-Autorin und auch seiner Schwiegertochter Rykka, die 2016 die Schweiz beim Eurovision Song Contest (ESC) in Stockholm vertrat.
Im Juni 2018 trat er mit Unterstützung von Jaroslav Vraštil (Orgel) und von Slowak Blues Project beim Folk Blues Festival Valašský Špalíček auf. Im Dezember 2018 veröffentlichte er mit Memory Records eine Vinyl-Single mit nachbearbeiteten Flamingo-Aufnahmen, „Stvoř ženu z mých přání“ (tschechische Cover-Version von It’s a Man’s Man’s Man’s World) und Tip-Tip-Tip (tschechische Cover-Version von Fa-Fa-Fa-Fa-Fa – Sad Song).
Im Juni 2019 trat Jaromir Löffler mit Unterstützung von Jaroslav Vraštil und von Blues Power beim Folk Blues Festival Valašský Špalíček auf, im Juli mit Blues Power im Radio-Studio Ostrava, im Oktober wirkte er beim großen Jubiläum-Event 90 Jahre des Radiosenders Ostrava mit und Anfang November gab er mit Blues Power ein Konzert im Jazz Tibet Club Olomouc. Im Frühjahr 2020 veröffentlichte er in der Pandemie ein neues Album unter dem Titel „Ty a já -Equal“ gegen Diskriminierung und zwei Jahre später 2022 das Album „Hej Siri“ mit Emil Viklicky und Markus Gabriel als Solisten.

## Diskografie
- Nahrávky v ostravském rádiu (Flamingo a ORO) 1967/1968
- SP Ve jménu vzpomínek, Říkej to víckrát, Mustang Sally, Já lod´ ti dám, Ikony - Supraphon 1968/1969
- CD Jaromír Löffler und Jiří Urbánek & Band - San Francisco Bay 1991
- CD Jaromír Löffler 1966–2010 - Stylton/Ivo Roubal 2010
- CD Jaromir Löffler/Bluesmen - Mixed double - JL 2014
- CD Jaromír Löffler/Emil Viklický - 1001 Nights
- CD Best of Jaromir Löffler, Flamingo/Bluesmen
- SP Vinyl Stvoř ženu z mých přání und Tip tip tip - Special edition Memory records 2018